# Aquathlon ai II Giochi del Mediterraneo sulla spiaggia
Le gare di aquathlon ai II Giochi del Mediterraneo sulla spiaggia si sono svolti dal 25 al 31 agosto 2019 a Patrasso, in Grecia.

## Podi
| Evento         | Oro                          | Argento                  | Bronzo                |
| Gara maschile  | Kevin Tarek Viñuela Gonzalez | Pedro Nuno Araújo Mendes | Mohamad Masoo         |
| Gara femminile | Sara Guerrero Manso          | Ana Luísa Vieira Ramos   | Stavroulla Pericleous |

## Medagliere
| Pos.   | Paese      | Oro | Argento | Bronzo | Tot |
| ------ | ---------- | --- | ------- | ------ | --- |
| 1      | Spagna     | 2   | 0       | 0      | 2   |
| 2      | Portogallo | 0   | 2       | 0      | 2   |
| 3      | Cipro      | 0   | 0       | 1      | 1   |
| 3      | Siria      | 0   | 0       | 1      | 1   |
| Totale | Totale     | 2   | 2       | 2      | 6   |